# Elaphandra archeri
Elaphandra archeri là một loài thực vật có hoa trong họ Cúc. Loài này được (H.Rob. & Brettell) H.Rob. mô tả khoa học đầu tiên năm 1992.